# Atopophysa orphnina
Atopophysa orphnina är en fjärilsart som beskrevs av Eugen Wehrli 1931. Atopophysa orphnina ingår i släktet Atopophysa och familjen mätare. Inga underarter finns listade i Catalogue of Life.